# Kurt Hennrich
Kurt Hennrich (* 28. August 1931 in Türmaul/Drmaly; † 28. Juli 2020) war ein tschechoslowakischer Skirennläufer und -trainer.

## Biografie
Hennrich wuchs in Hohenofen/Vysoká Pec auf. Er trainierte in Klíny und erwarb seine risikofreudige Fahrtechnik autodidaktisch. Zu Beginn der 1950er Jahre gehörte er zu den wenigen erzgebirgischen Wintersportlern, die die Dominanz der Athleten aus dem Riesengebirge durchbrechen konnten. Seinen ersten nationalen Erfolg erreichte er 1953 als tschechoslowakischer Juniorenmeister, auf Grund dessen er in die Nationalmannschaft aufgenommen wurde. Zwei Jahre später wurde Hennrich tschechoslowakischer Meister im Slalom sowie Vizemeister in der Abfahrt. Im Jahre 1956 erzielte Hennrich im Abfahrtslauf erneut den zweiten Platz in der Landesmeisterschaft, im Riesenslalom wurde er Dritter und in der Dreierkombination belegte er den zweiten Platz.
1956 startete Hennrich bei den Olympischen Spielen in Cortina d’Ampezzo. Für die Abfahrt auf der 3,5 Kilometer langen Tofana benötigte er 9,3 Sekunden mehr als der Sieger Toni Sailer. Hennrich hatte den vor ihm gestarteten Briten Nigel Gardner fast eingeholt, als er 700 Meter vor dem Ziel den rechten Ski verlor. Er fuhr die restliche Strecke auf nur einem Brett und erreichte mit einer Zeit von 181,5 Sekunden schließlich den siebten Platz. Dies war zugleich die beste Platzierung eines tschechoslowakischen Sportlers bei olympischen Abfahrtswettbewerben. Später erreichten lediglich bei den Damen Olga Charvátová und Jana Gantnerová-Šoltýsová mit dem dritten und fünften Platz bei den Olympischen Spielen in Sarajevo bessere Platzierungen. Hennrich belegte in Cortina außerdem jeweils den 36. Platz im Slalom und im Riesenslalom, womit er in der Kombinationswertung aus allen drei Disziplinen Neunter wurde. Die Kombination war allerdings keine olympische Disziplin, sondern zählte nur als Weltmeisterschaftsbewerb (die Olympischen Winterspiele 1956 wurden wie damals üblich zugleich als Weltmeisterschaften gewertet).
1958 nahm Hennrich an den Weltmeisterschaften in Bad Gastein teil, wo er in der Abfahrt den 23. und im Riesenslalom den 29. Platz belegte. Eine weitere Olympiateilnahme als Aktiver blieb ihm verwehrt, da die Tschechoslowakei zu den Olympischen Winterspielen 1960 aus Kostengründen keine Skirennläufer nach Squaw Valley schickte.
1962 beendete Hennrich seine aktive sportliche Laufbahn und war danach für zwei Jahre als Trainer der Olympiamannschaft für die Spiele von 1964 tätig. Zugleich war er bis 1969 Trainer der tschechoslowakischen Nationalauswahl. Zu dieser Zeit absolvierte Hennrich an der Hochschule für Maschinenbau in Liberec ein Ingenieursstudium, das er 1965 als Industriechemiker abschloss. Beruflich war er als Ingenieur in den Chemischen Werken Litvínov tätig. An seinem Haushang in Klíny wirkte er als Trainer und beteiligte sich am Bau eines Skiliftes. Nach der samtenen Revolution gründete Hennrich in Vysoká Pec die EGAR s.r.o, ein Unternehmen, das Edelstahlprodukte vertreibt und Ingenieurleistungen erbringt.